# Ford Mondeo
Ford Mondeo er en personbilsmodel fra den tyske afdeling af bilfabrikanten Ford Motor Company, som siden starten af 1993 har været fremstillet i fire forskellige generationer på deres fabrik i Genk i den østlige del af Limburg-provinsen i Belgien. Nævnte fabrik har siden 2006 også produceret MPV'en Ford Galaxy, som tidligere blev bygget i samarbejde med Volkswagen, og dennes søstermodel S-MAX. Siden fabrikkens lukning i sommeren 2014 er modellen blevet fremstillet i Almussafes ved Valencia i Spanien.
Modellens hovedkonkurrenter har i hele dens levetid været Volkswagen Passat og Opel Vectra/Insignia.

## Om navnet
Navnet "Mondeo" er hentet fra det latinske ord for verden, "mundus".[kilde mangler]

## Modelhistorie
Mondeo er i Europa efterfølger for den i sensommeren 1982 introducerede Ford Sierra, og i store dele af Asien for Ford Telstar. Den første generation, som var i produktion fra starten af 1993 til efteråret 2000, var bygget med idéen om en "verdensbil". Med vidtgående identisk teknik adskilte formsprog og navn på den europæiske Mondeo sig fra dens amerikanske søstermodeller Mercury Mystique og Ford Contour.
Mellem 1994 og 2000 kostede alle tre karrosserivarianter (sedan, combi coupé og stationcar (Turnier)) det samme. I Danmark findes stationcaren også som varebil med gule nummerplader og uden bagsæde.
I sommeren 1996 blev designet på de europæiske og amerikanske modeller vidtgående ensrettet. Med den nye modelserie i efteråret 2000 blev designet ændret fra "Cab-Forward-Design" til det dengang nye "New-Edge-Design".
Endnu et modelskifte fandt sted i foråret 2007, hvor den nye model fik Martin Smiths "kinetic-design".
Den fjerde generation af Mondeo, som igen findes som stationcar Turnier samt som sedan og combi coupé, skulle have været på markedet i sensommeren 2013. På grund af lukningen af Ford-fabrikken i Genk blev modellen dog udsat til efteråret 2014.

### De enkelte generationer
- Første generation
1993−1996
- Anden generation
1996−2000
- Tredje generation
2000−2007
- Fjerde generation
2007−2014
- Femte generation
2014−2022